# Charon (måne)
För andra betydelser, se Charon (olika betydelser).

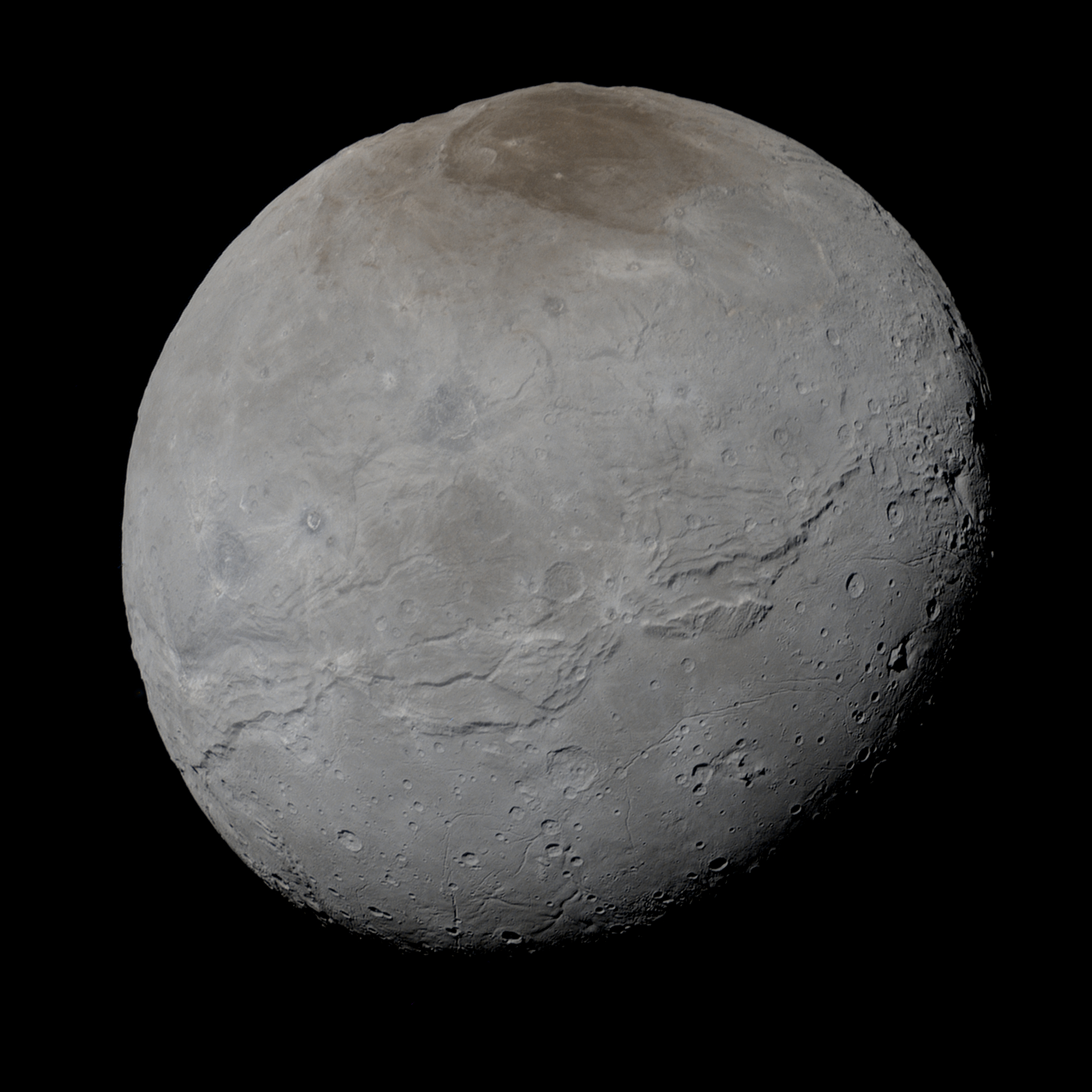
Bild på Charon tagen 14 juli 2015 på 74 176 km höjd sådan den skulle te sig för det mänskliga ögat.

Charon är den största av Plutos fem kända månar. Dess diameter är ungefär 1 200 kilometer och dess massa är 12 procent av Plutos.

## Charons ursprung
Det finns flera teorier om Charons ursprung. Den teori som har störst utbredning är att de båda himlakropparna bildats på samma sätt som andra planeter och månar, att de långsamt växt fram ur ett virvelmoln av gas och stoft och genom gravitation fortsatt att vara sammanlänkade i ett dubbelplanetsystem. En annan teori är att en stor himlakropp på väg igenom Kuiperbältet kolliderat med Pluto och slagit av en bit som sedan blivit en måne, ungefär på samma sätt som de flesta tror att jordens måne har bildats. En tredje teori är att Plutos gravitation dragit in en förbipasserande planetesimal i bana runt planeten.

## Fysiska egenskaper[4][5]

### Charons sammansättning
Eftersom Charon är mindre och har lägre densitet än Pluto, är dess innandöme enklare att förklara. Men astronomerna har inte vetat så mycket om Charon, speciellt densiteten (vilken är viktig för att kunna göra upp en modell över himlakroppars inre), vilket gjort att dess inre struktur är osäker. 
Den 19 januari 2006 sände NASA iväg rymdsonden New Horizons mot Pluto, dess månar och andra himlakroppar i Kuiperbältet. Målsättningen var att lära sig mer om himlakropparnas ursprung och egenskaper genom att mäta massan, densiteten och Plutos och Charons form samt leta efter geologiska ledtrådar till hur deras inre kan tänkas se ut. Den 14 juli 2015 flög New Horizons över Pluto och Charon och var som närmast endast omkring 7 800 km över Plutos yta och 28 800 km över Charons. Sonden gjorde en rad olika mätningar och tog högupplösta fotografier. Från dessa har man också komponerat animeringar av överflygningen.
Hittills har man inte upptäckt någon atmosfär runt Charon. Spektroskopiska studier visar inga klara bevis för att Charon skulle ha en atmosfär. Om den har en atmosfär bör den vara minst 10 gånger tunnare än Plutos. Det är möjligt att Charon hade atmosfär just efter att den bildats för ungefär 4,5 miljarder år sedan. Men med Charons ringa massa och gravitation, skulle atmosfären försvinna ut i rymden relativt fort.

### Charons yta
På Charons yta har man hittills bara funnit is. Denna is har upptäckts genom mätningar genomförda med hjälp av rymdteleskopet Hubble. Både Pluto och Charon har andra material i ytisen; dessa material tros vara mineraler eller fasta ämnen som utgörs av komplexa organiska föreningar. Deras exakta sammansättning har dock aldrig identifierats.

### Möjligt hav
I bilder tagna av New Horizons har man funnit tecken på att Charon tidigare haft ett underjordiskt hav av vatten-is. Tvärsöver hela dess solbelysta yta (och antagligen även över den andra sidan) löper ett mer än 1600 km långt bälte av raviner, kanjoner och isvulkaner, på sina ställen mer än en och en halv kilometer djupa. Detta tyder på väldig tektonisk aktivitet i Charons förflutna. Man antar att Charon varit betydligt varmare än nu. När temperaturen sedan sjönk frös det underjordiska havet till is som expanderade och bröt upp dess yta.

## Upptäckt och namngivning

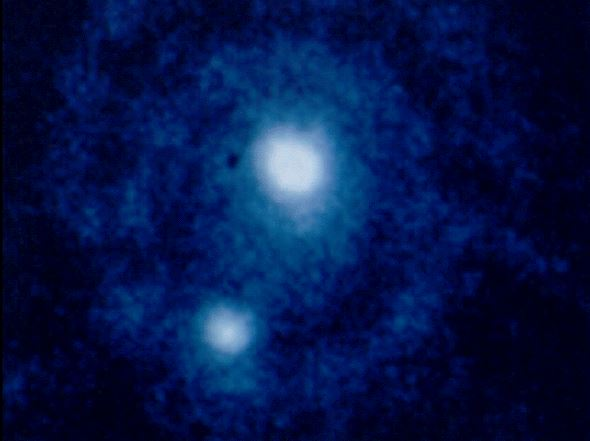
Bilden som Rymdteleskopet Hubble tog 1994 av Pluto och Charon.

Charon upptäcktes den 22 juni 1978 av den amerikanske astronomen James W. Christy vid United States Naval Observatory på fotografier tagna med flottans 1,5-metersreflektor. (Detta teleskop är placerat endast sex kilometer ifrån det teleskop Clyde Tombaugh använde 1930 för att upptäcka Pluto). När Christy undersökte starkt förstorade bilder av Pluto la han märke till en utbuktning på ena sidan av planeten. Andra bilder visade snart att det var en måne som gjorde ett varv runt Pluto på ungefär 6 dagar, men det var inte förrän 1994 som Hubble-teleskopet slutligen tog bilder som separerade de två himlakropparna.
Charon är uppkallad efter den dystra färjkarlen med samma namn i de grekiska och romerska mytologierna, som färjade de döda över floden Styx till Plutos kungarike.
Efter upptäckten kallades den först tillfälligt S/1978 P1 eftersom den var den första (naturliga) satellit runt Pluto att upptäckas. James W. Christy föreslog namnet Charon eftersom hans fru hette Charlene. IAU föreslog namnet Charon under sent 1985, vilket meddelades den 3 januari 1986.

## Utforskande

### New Horizons
Pluto och Charon har passerats av rymdsonden New Horizons, som sändes iväg 19 januari 2006. Den närmaste punkten innanför Charons bana nåddes den 14 juli 2015. Sonden gjorde en genomflygning av systemet, utan att gå in i omloppsbana. Under omkring 10 timmar togs bilder och samlades data från Pluto och Charon. Fotografierna visar tydligt djupa raviner och bergstoppar på 3-4 km.